# Ranchos Penitas West
Ranchos Penitas West és una concentració de població designada pel cens dels Estats Units a l'estat de Texas. Segons el cens del 2000 tenia 520 habitants.

## Demografia
Segons el cens del 2000, Ranchos Penitas West tenia 520 habitants, 114 habitatges, i 104 famílies. La densitat de població era de 43,2 habitants/km².
Dels 114 habitatges en un 66,7% hi vivien nens de menys de 18 anys, en un 78,1% hi vivien parelles casades, en un 9,6% dones solteres, i en un 7,9% no eren unitats familiars. En el 6,1% dels habitatges hi vivien persones soles el 2,6% de les quals corresponia a persones de 65 anys o més que vivien soles. El nombre mitjà de persones vivint en cada habitatge era de 4,56 i el nombre mitjà de persones que vivien en cada família era de 4,71.
Per edats la població es repartia de la següent manera: un 44,2% tenia menys de 18 anys, un 8,3% entre 18 i 24, un 28,8% entre 25 i 44, un 12,9% de 45 a 60 i un 5,8% 65 anys o més.
L'edat mediana era de 23 anys. Per cada 100 dones de 18 o més anys hi havia 104,2 homes.
La renda mediana per habitatge era de 23.681 $ i la renda mediana per família de 24.097 $. Els homes tenien una renda mediana de 22.955 $ mentre que les dones 14.107 $. La renda per capita de la població era de 6.236 $. Aproximadament el 25,3% de les famílies i el 30,2% de la població estaven per davall del llindar de pobresa.

## Poblacions més properes
El següent diagrama mostra les poblacions més properes.